# La Blanche Hermine (album)
 (août 2025).
Pour les articles homonymes, voir La Blanche Hermine.
Albums de Gilles Servat
Ki Du
(1973)
La Blanche Hermine est le premier album studio de Gilles Servat, paru en 1971 chez Kelenn, réédité  en 1999 chez Mercury Records.

## Conception
Gilles Servat enregistre son premier album en une seule journée à Dublin.

## Description des chansons
La Blanche Hermine, hymne de ralliement, rencontre un grand succès, en devenant le plus fameux chant de protestation breton. La chanson suscite des polémiques : elle sera interdite à la télévision publique et à la radio jusqu'en 1982, et elle est critiquée pour ses propos machistes. Gilles Servat la reprend plus tard dans une version rebaptisée Le départ du partisan, où la femme est davantage partie prenante du combat.
Parmi des titres forts de sa composition (Les Bretons typiques, Les Prolétaires, Koc'h ki gwen ha koc'h ki du, Kalondour), se mêlent des chansons historiques populaires (An Alarc'h, Gwerz Marv Pontkallek et le plus récent Me zo gannet) et Montparnasse Blues pour finir, plus sensitif.
L'album comprend également les morceaux suivants : Koc'h ki gwenn ha koc'h ki du, An Alarc'h, Les bretons typiques, L'institutrice de Quimperlé, Gwerz Marv Pontkallek, Les prolétaires, Kalondour, Me zo ganet e kreiz ar mor et Montparnasse blues.
Servat s'en prend à l'ordre établi, l'état Jacobin, mais plus largement à tous les oppresseurs ; il défend Les prolétaires, soumis à un malheur atavique, les Bretons typiques, subissant des moqueries condescendantes, L'Institutrice de Quimperlé, chanson qui se place dans l'actualité en dénonçant le renvoi d'une école privée d'une femme avec pour motif son mariage avec un divorcé. Cette chanson est écrite avec son père, ainsi que Koc'h ki gwen ha koc'h ki du (littéralement « merde de chien blanc et merde de chien noir »). Cette dernière a pour but de démontrer la soumission du peuple breton au travers du leitmotiv « c'est pas ça qu'Anne [de Bretagne] a voulu ». Dans Les Bretons typiques, sur l'air d'Ils ont des chapeaux ronds, Gilles Servat ridiculise les notables avec une certaine jubilation ; il satirise Marcellin « et son penn-bazh » et Pléven « en bragoù vraz », ministres bretons de l'Intérieur et de la Justice.

## Titres de l'album
1. Koc'h ki gwenn ha koc'h ki du (A. & Gilles Servat) - 4:23
2. La Blanche Hermine (Gilles Servat) - 3:45
3. An Alarc'h (Traditionnel / Gilles Servat) - 3:52
4. Les Bretons typiques (Gilles Servat) - 2:55
5. L'Institutrice de Quimperlé (A. & Gilles Servat) - 2:33
6. Gwerz marv Pontkallek (traditionnel) - 3:30
7. Les Prolétaires (Gilles Servat) - 4:04
8. Kalondour (Gilles Servat) - 4:19
9. Me zo gannet (Yann-Ber Kalloc'h / Jef Le Penven)   - 2:05
10. Montparnasse Blues (Gilles Servat) - 3:05

## Ventes
Or (100 000 exemplaires)